# René Galand
 (août 2025).
Si vous disposez d'ouvrages ou d'articles de référence ou si vous connaissez des sites web de qualité traitant du thème abordé ici, merci de compléter l'article en donnant les références utiles à sa vérifiabilité et en les liant à la section « Notes et références ».
René Marie Galand (Reun ar C'halan en breton) est un écrivain et universitaire français, né en 1923 à Châteauneuf-du-Faou et mort le 28 mai 2017 à Hingham.

## Biographie

### Enfance et formation
René Galand est né le 27 janvier 1923 à Châteauneuf-du-Faou (Finistère) dans une famille paysanne. Il était tout jeune lorsque son père, comme beaucoup d’autres Bretons de ce coin de Haute-Cornouaille, émigra aux États-Unis, où sa femme devait le rejoindre quelques années plus tard. Leurs deux enfants restèrent en Bretagne pour leurs études, l’aîné,  René, interne au lycée, d’abord à Quimper, puis à Brest, et sa sœur dans un collège de filles, d’abord à Carhaix, puis à Quimperlé. Ils passaient leurs vacances à Châteauneuf, chez leurs grands-parents. René Galand obtint le baccalauréat (mathématiques) en 1941, à Brest. Il poursuivit ses études à Rennes, où il obtint un second baccalauréat (philosophie) en 1942, et une licence ès lettres en 1944. Il avait aussi passé avec succès le concours d’admission à l’École spéciale militaire de Saint-Cyr.

### Seconde Guerre mondiale
C’est à la fin de 1942 qu’il eut ses premiers contacts avec des résistants du maquis de Saint-Goazec. Il raconte : « On envoya des équipes avec du plastic et des détonateurs pour détruire les lignes de chemin de fer et les ponts. (...) Nous avons erré de-ci de-là à travers le pays, des limites de Landeleau à celles de Pleyben et de Laz à Plonévez. C'est pendant la nuit que nous nous déplacions ».
Après le débarquement allié en Normandie, en juin 1944, il prit part aux combats pour la Libération. Nommé aspirant en octobre 1944, il fut envoyé à l’École militaire inter-armes de Cherchell (Algérie), laquelle fut plus tard transférée à Coëtquidan. Promu sous-lieutenant en juin 1945, il fut affecté aux Forces Françaises d’Occupation en Allemagne. Il obtint sa démission du service actif à la fin de 1946 et quitta la France pour rejoindre ses parents et sa sœur établis aux États-Unis.

### Carrière aux États-Unis
Engagé par l’université Yale comme assistant de français, il y reçut, en 1952, le doctorat de  français avec une thèse de plus de 400 pages sur Renan et le monde celtique. Il fut ensuite professeur de littérature française à Wellesley College, au voisinage de Boston, où, de 1951 à 1993, il fit toute sa carrière universitaire, et où, de 1968 à 1973, il assuma la direction du Département de Français. Ses cours portaient principalement sur la littérature française des XIXe et XXe siècles.
René Galand est l’auteur de nombreuses études sur des écrivains français allant de Chateaubriand, Renan et Baudelaire à Camus, Robbe-Grillet et l’Oulipo, et de comptes-rendus plus nombreux encore. Ses publications dans ce domaine comportent cinq livres, des ouvrages collectifs, et des articles et comptes-rendus parus dans diverses revues : The French Review, The Romanic Review, Revue d’Histoire littéraire de la France, Revue de littérature comparée, PMLA, Yale French Studies, Symposium, Dada/Surrealism, World Literature Today…. Il a aussi publié des essais sur des écrivains américains (Melville, T. S. Eliot, Lovecraft, Kerouac), et le poète espagnol Jorge Guillén.
Grandi dans un milieu breton, René Galand a, sous la forme bretonne de son nom, Reun ar C’halan,  produit une œuvre abondante en breton : poèmes (trois recueils), récits et nouvelles (un recueil), autobiographie (deux volumes), ainsi que de nombreuses pièces détachées, poèmes, nouvelles, études critiques sur la littérature bretonne et comptes-rendus d’ouvrages publiés en breton. Ces derniers écrits ont paru dans des ouvrages collectifs et surtout en revue : Al Liamm principalement, Skrid, Poésie-Bretagne, Pobl Vreizh, Barr-Heol, Keltoi, Bro Nevez, Proceedings of the Harvard Celtic Colloquium, Keltica, World Literature Today. Certains de ses textes ont été traduits et publiés en diverses langues, français, anglais, allemand, gallois, néerlandais et polonais. La critique le range parmi les meilleurs écrivains bretons de l’époque. René Galand a également participé aux travaux du Harvard Celtic Colloquium et de la CSANA (Celtic Studies Association of North America), et aux activités de la branche américaine du Comité international pour la défense de la langue bretonne.

### Décès
Il meurt  le 28 mai 2017 à Hingham.

## Prix
En 1971, les Palmes académiques lui ont été décernées pour ses travaux sur la littérature français. En 1979, il a obtenu le prix Xavier de Langlais pour son premier recueil, Levr ar Blanedenn. Enfin, en 2003, le prix Imram a couronné l’ensemble de son œuvre littéraire bretonne.

## Publications
Une bibliographie complète a été publiée par les soins d’Al Liamm (Eost 2005, no 353, p. 98-117). Y manquent évidemment les écrits parus entre 2005 et 2009 : le gros recueil de récits et nouvelles A-bell hag a-dost, et cinq nouvelles qui ont paru dans Al Liamm, « Ur mesaer mat », « Ur skouarn evit Van Gogh », « Ur Samaritan mat », « An digeliener », et « Lizher eus ar vered ».  Ces nouvelles ont été reprises dans A-bell hag a-dost, sauf la dernière, « Lizher eus ar vered » (Al Liamm, Ebrel 2006).

### Livres
- L’Âme celtique de Renan, 1959
- Baudelaire : poétiques et poésie, 1969
- Saint-John Perse (en anglais), 1972
- Levr ar blanedenn, 1981 [poèmes]
- Klemmgan Breizh, 1985 [poèmes]
- Canevas : études sur la poésie française de Baudelaire à l’Oulipo, 1986
- Lorc’h ar rouaned, 1989 [poèmes]
- Stratégie de la lecture, 1990
- War hentoù an tremened, I-2002, II-2005 [autobiographie]
- A-bell hag a-dost, 2009 [récits et nouvelles]

### Ouvrages collectifs
- Baudelaire as a love poet and other essays, 1969
- Homsexualities and French literature, 1979
- A critical bibliography of French literature, 1980
- The binding of Proteus, 1980
- Bretagne et pays celtiques. Mélanges offerts à la mémoire de Léon Fleuriot, 1982
- Du ha Gwyn, 1985
- Verhalen van de wereld, 1988
- Homenaje a Justina de Conde, 1992
- The new Princeton encyclopedia of poetry and poetics, 1993
- Und suchte meine Zunge ab nach Worten, 1996
- Writing the wind: a Celtic resurgence, 1997
- Ik hab geen ander land, 1998
- Bretagne et peuples d’Europe, 1999
- Danevelloù divyezhek / Nouvelles bilingues, 2002

### Articles
- "T.S. Eliot and the impact of Baudelaire", Yale French Studies, vol. 6 (1950), p. 27 34
- "Proust et Baudelaire", PMLA, Dec. 1950, p. 1011  "Renan savait-il le breton ?", Nouvelle Revue de Bretagne, Nov. déc. 1952, p. 44 47
- "Four French Attitudes on Life: Montherlant, Malraux, Sartre, Camus", Bulletin of the New England MLA, Feb. 1953, p. 9 15
- "La genèse du thème celtique chez Renan", Nouvelle Revue de Bretagne, May June 1953, p. 166 176
- "Trois lettres inédites de Renan, PMLA, déc. 1958, p. 545 548
- « La dimension sociale dans La Jalousie de Robbe Grillet », The French Review, avril 1966, p. 703 708
- "Baudelaire et La Fontaine de Jouvence", Bulletin baudelairien, août 1966, p. 1-7
- "Une  énigme baudelairienne", The Romanic Review, avril 1967, p. 77 82
- "Rimbaud et la Dame aux camélias", Bulletin de la Société des professeurs français en Amérique (1967), p. 45 46
- "Baudelaire's Psychology of Play", The French Review, (Special issue, hiver 1971), p. 12 19
- Art. "La Vision de l'Inconscient chez Baudelaire", Symposium, (Spring 1972), p. 15 23
- "A Prophet for our Times: Saint John Perse", The American Legion of Honor Magazine, vol. 43 (1972), no 3, p. 143 158
- "En marge d'Éloges", The French Review, (Special issue, Spring 1973), p. 112-119
- "Baudelaire, poet of conjecture", The American Legion of Honor Magazine, vol. 46 (1975), no 1, p. 39-53
- "Cocteau, or the poet as magician", The American Legion of Honor Magazine, vol 46 (1975), no 3, p. 139 154
- "Aesthetic Value and the Unconscious", Les Bonnes Feuilles, été 1975, p. 90 95
- "Visite à Saint John Perse", The French Review, Feb. 1976, p. 401 404
- "Poets and Politics: The Revival of Nationalism in Breton Poetry since World War I", World Literature Today, printemps 1980, p. 218 222
- "From Dada to the Computer", Dada/Surrealism, no 10 11 (1982), p. 149 160
- "The Breton Struggle for National Survival", Keltica, no 2 (1983), p. 21 30
- "Didactique du discours amoureux : le 'Mignonne...' de Ronsard", Teaching Language Through Literature, vol. XXIV (1985), no 2, p. 15 26
- "The Tragic Vision of Tangi Malmanche", World Literature Today (été 1985), p. 355 363
- "Chateaubriand: le rocher de René", Romanic Review (novembre 1986), p. 330 342
- "Stumm ha ster ar stourm speredel e Komzoù bev", Al Liamm, no 240  (1987)
- "Microlecture de Giraudoux", The French Review, March 1987, p. 497 501  Art. "E koun
- "The Origins of Meven Mordiern's Celtic Calling", Proceedings of the Harvard Celtic Colloquium, Vol. V (1988), p. 172-186
- "Baudelaire devant les choses: profondeur ou surface?", Bulletin de la Société des professeurs français en Amérique 1987-88 (1989), p. 67-79
- "Modern Breton Fiction and the Emsav", Keltoi, vol. 2 (1990), no 2, p. 15-20
- "The Ideological Significance of Emgann Kergidu", Proceedings of the Harvard Celtic Colloquium, vols. VI-VII (1990), p. 47-68
- "Baudelaire, Rimbaud, Verlaine, Mallarmé, Or The Imposture Of Poetry", in Justina. Homenage a Justina Ruiz de Conde (Erie: Alddeu, 1992), eds. Elena Gascón-Vera and Joy Renjilian-Burgy), p. 45-58
- "Oulipo", The New Princeton Encyclopedia of Poetry and Poetics (Princeton University Press, 1993) p. 872-873
- "Breton Poetry", in The New Princeton Encyclopedia of Poetry and Poetics (Princeton University Press, 1993), p. 146-147
- "Giraudoux connaissait-il William T. Stead?", Revue de Littérature comparée, avril-juin 1993, p. 233-242
- "Le monstre des Feuillantines: une énigme hugolienne", Revue d'histoire littéraire de la France, sept.-oct. 1994, p. 805-807
- "Al lennegezh vrezhonek ha skridvarnouriezh an amzer-vremañ: I. Istor ha kealoniezh: Emgann Kergidu"["La littérature bretonne et la critique d'aujourd'hui. I. Histoire et idéologie: La Bataille de Kerguidu"], Al Liamm, (Sept.-Oct. 1994), no 286, p. 361-383 ; II. "Hennvoud ar reuzc'hoari e c'hoariva Tangi Malmanche" ["L'essence du tragique dans le théâtre de Tangui Malmanche"], Al Liamm, (Nov.-Déc. 1994), no 287, p. 512-527 .; III. "Ar faltazi hag ar c'hoari e buhezskridoù Meven Mordiern" ["Imaginaire et jeu dans les œuvres autobiographiques de Meven Mordiern"], Al Liamm, (Jan.-Fév.1995), no 288, p. 38-51
- "An oberenn lennegel hag an Emsav" [L'œuvre littéraire et l'Emsav], Al Liamm (Mars-Avril 1995), no 289, p. 154-158
- "An ad ludendumne an ad scribendum: skrivañ=c'hoari ?" [Jeu ou écriture ?], Al Liamm (mai-août 1995), no 290-291, p. 252-265
- "Ar spered broadel ha lennegezh vrezhonek an amzer-vremañ" [L’esprit nationaliste et la littérature bretonne d’aujourd’hui], Al Liamm (nov.-déc. 1995), no 293, p. 454-484
- "Galvedigezh keltiek Meven Mordiern" [La vocation celtique de Meven Mordiern], Al Liamm (Jan.-Feb. 1996), no 294, p. 22-49
- "Orin ar simbol" [L’origine du symbole], Al Liamm (Jan.-Feb. 1996), no 294, p. 66-67
- Poem	"Mojenn", Al Liamm (Mar.-Apr. 1996), no 295, p. 104
- "Selladoù ouzh buhez an Emsav. Lizhiri Frañsez Vallée: 1916-1939" [Regards sur l’Emsav. Lettres de F. Vallée 1916-1939], Al Liamm (mai-août 1996), no 296-297, p. 243-263 ; (sept.-oct. 1996), no 298, p. 360-381
- "Meven Mordiern hag impalaerouriezh Bro-C'hall. I. Aloubidigezh Aljeria; II. Brezel ar Meksik" [Meven Mordiern et l’imperialisme français. I.La conquête dde l’Algérie. II. La guerre du Mexique], Al Liamm, (Genver-C'hwevrer 1997), niv. 300, p. 59-78; (Meurzh-Ebrel 1997), niv. 301, p. 162-190
- "Jack Kerouac: touelloù ha disouezhadennoù" [Jack Kerouac: illusions et déceptions], Al Liamm, niv. 305 (Du-Kerzu 1997), p. 518-548
- "E koun André Pieyre de Mandiargues" [En mémoire d’André Pieyre de Mandiargues], Al Liamm, niv. 306 (Genver-C'hwevrer 1998), p. 15-25
- "Jorge Guillén, barzh ar Boud" [Jorge Guillén, poète de l’être], Al Liamm, niv. 307 (Meurzh-Ebrel 1998), p. 152-163
- “Me gloazet Howard Phillips Lovecraft” [Le moi blessé de Howard Phillips Lovedcraft],  Al Liamm, niv. 312 (Genver-C’hwevrer 1999), p. 9-32
- “Baudelaire, diouganer an arz nevez” [Baudelaire, héraut de l’art moderne}, Al Liamm, niv. 316 (Gwengolo-Here 1999), p. 62-70)
- “Ar Varzhed Touellet: Baudelaire, Mallarmé, Verlaine, Rimbaud” [Les poètes floués : Baudelaire, Mallarmé, Verlaine, Rimbaud], Al Liamm, niv. 322 (Gwengolo-Here 2000), p. 53-77
- “Evezhiadennoù diwar-benn Nozvezh Arkuzh e beg an Enezenn” [Remarques sur Veillée funèbre à la pointe de l’île], Al Liamm, niv. 324 (C’hwevrer 2001), p. 83-89
- “Saint-John Perse, barzh an Hollved” [Saint-John Perse, poète de l’Universel] Al Liamm, niv. 329 (Kerzu 2001), p. 68-87
- “Cocteau hag an Doueed” [Cocteau et les Dieux], Al Liamm, niv.334 (Here 2002), p. 45-56
- “Renan hag ar brezhoneg”, [Renan et le Breton] Al Liamm, niv. 335 (Kerzu 2002), p. 83-89
- "Un diaraoger amerikan d'an Diveiz: Herman Melville (1819-1891)" [Un précurseur américain de l’Absurde : Herman Melville], Al Liamm, niv. 350 (Mezheven 2005), p. 37-53

### Poèmes non rassemblés en recueils
- "Serr noz er gouelec'h", Al Liamm, no 215 (1982), p. 331
- "Ar Steredenn du", Al Liamm, no 216 (1983), p. 6 7
- "Eneoù 'zo", Al Liamm, no 258 (1990), p. 3
- "Pedenn", Al Liamm, no 284-285 (1994), p. 193-194